# Pierre Joseph Bédoch
Pierre Joseph Bédoch est un homme politique français né le 28 décembre 1761 à Sérilhac (Corrèze) et mort le 15 février 1837 à Paris (Seine).

## Biographie
Pierre Joseph Bédoch naît le 28 décembre 1761 à Sérilhac. Il est le fils de Pierre Bédoch, juge, et de son épouse, Antoinette Labachelerie. 
Avocat à Tulle, il est maire sous la Révolution, puis commissaire du gouvernement près le tribunal criminel. Rallié au Premier Empire, il est procureur impérial à Tulle et devient député de la Corrèze de 1813 à 1815, de 1818 à 1822 et de 1831 à 1837, siégeant à gauche sous la Restauration, puis avec la majorité soutenant la monarchie de Juillet.

## Sources
- « Pierre Joseph Bédoch », dans Adolphe Robert et Gaston Cougny, Dictionnaire des parlementaires français, Edgar Bourloton, 1889-1891 [détail de l’édition]